# Argumentum ad logicam
L'argument ad logicam és un tipus de fal·làcia que s'utilitza quan, en un debat, un dels contrincants modifica els arguments del seu oponent, tornant-los no plausibles, per tal d'anul·lar-los amb facilitat.
També es considera un argumentum ad logicam l'atribució d'intencionalitats ocultes.

## Obres citades
- castellano, Hugo M. El Pensamiento Crítico en la escuela.  Prometeo Libros Editora, 2007. ISBN 9875741639.
- Honderich, Ted. Enciclopedia Oxford de Filosofía.  Oxford University Press, 2001. ISBN 8430936998.